# Musculi papillares
De musculi papillares, papillairspieren of papillaire spieren zijn spiertjes in het hart, zowel in de rechter- als de linkerkamer. De musculi papillares zijn inwendige uitstulpingen van de spierwand van de punt (apex) van het hart. Ze zijn door middel van kleine peesjes (de chordae tendineae) verbonden aan de randen van de hartkleppen tussen kamers en boezems. Deze spiertjes spannen zich met de rest van de hartspier aan bij de systole. Hun functie is het voorkomen van het terugslaan van de AV-kleppen. Als de druk in de ventrikel zich opbouwt, zouden de AV-kleppen (de Tricuspidalisklep voor de rechterharthelft en de Mitralisklep voor de linkerharthelft) terugslaan in de richting van het atrium en bloed zou dus ook terug kunnen stromen.